# Bazavluk
Bazavluk (ukrainsk: Базавлук, tr. Bazavluk) er en biflod til Dnepr fra højre i den vestlige del af Dnipropetrovsk oblast i Ukraine. Bazavluk er 157 km lang og har et afvandingsareal på 4.200 km².